# Page 3
Page 3 é um filme de drama produzido na Índia, dirigido por Madhur Bhandarkar  lançado em 2005. Foi protagonizado por Konkona Sen Sharma, Atul Kulkarni, Sandhya Mridul, Tara Sharma, Anju Mahendru e Boman Irani.